# Rhizogonium hookeri
Rhizogonium hookeri là một loài rêu trong họ Rhizogoniaceae. Loài này được (Müll. Hal.) Mitt. mô tả khoa học đầu tiên năm 1859.